# Marion Roehmer
Marion Roehmer ist eine deutsche Archäologin und Spezialistin für Rheinisches, insbesondere Siegburger Steinzeug.
Marion Roehmer wurde 1995 an der Universität zu Köln mit einer Arbeit zum Thema Der Bogen als Staatsmonument. Zur politischen Bedeutung der römischen Ehrenbögen für das Fach Klassische Archäologie promoviert. In der Folgezeit machte sie sich um die Erforschung des Siegburger und anderen Rheinischen Steinzeugs verdient. So bearbeitete sie die Keramik der Altgrabungen auf der Burg Friedestrom in Zons oder Privatsammlungen wie die von Fritz Schulte. Zudem kuratierte sie Ausstellungen, etwa 2008 Alte Keramik – neue Keramik in Meschede, 2014 Schöner trinken. Siegburger Steinzeug als Schmuck der Tafel im Hetjens-Museum in Düsseldorf oder 2019 Siegburger Steinzeug in Gemälden Alter Meister im Stadtmuseum Siegburg. Bis 2010 war sie Direktorin des Ostfriesischen Teemuseums in Norden.

## Schriften
- Burg Friedestrom. Geschichte in archäologischen Funden. Kreis Neuss, Oberkreisdirektor/Kreismuseum Zons, Neuss/Zons 1994.
- Der Bogen als Staatsmonument. Zur politischen Bedeutung der römischen Ehrenbögen (=  Quellen und Forschungen zur antiken Welt. Band 28). tuduv, München 1996, ISBN 3-88073-557-3.
- Burg Friedestrom in Zons. Mittelalterliche Keramik und Baubefunde einer rheinischen Zollfestung (= Rheinische Ausgrabungen. Band 42). Rheinland-Verlag/Habelt, Köln/Bonn 1998, ISBN 3-7927-1603-8.
- Siegburger Steinzeug. Die Sammlung Schulte in Meschede (=  Denkmalpflege und Forschung in Westfalen. Band 46). von Zabern, Mainz 2007, ISBN 3-8053-3453-2.
- Ostfriesischs Teeporzellan. Vom Thüringer Wald an die Nordseeküste. Verlag Soltau-Kurier-Norden, Norden 2010.
- Formenkosmos Siegburger Steinzeug. Die Sammlung im Hetjens-Museum. Nünnerich-Asmus Verlag, Mainz 2014, ISBN 978-3-943904-69-7.
- als Herausgeberin mit Michael Schmauder: Keramik als Handelsgut. Produktion – Distribution – Konsumption. 49. Internationales Symposium Keramikforschung des Arbeitskreises für Keramikforschung, des LVR-LandesMuseums Bonn, der Vor- und Frühgeschichtlichen Archäologie der Rheinischen Friedrich-Wilhelms-Universität Bonn und des LVR-Amtes für Bodendenkmalpflege im Rheinland vom 19. bis 23. September 2016 in Bonn (= Bonner Beiträge zur vor- und frühgeschichtlichen Archäologie, Band 23). Rheinische Friedrich-Wilhelms-Universität Bonn, Bonn 2019, ISBN 978-3-936490-23-7.
- Martin Luthers tönerne Spuren. Die Siegburger Töpfer und die Reformation (= Siegburger Blätter. Band 59). Edition Blattwelt, Niederhofen 2017.
- als Herausgeberin mit Michael Schmauder: Im Bild gefangen! Manifestation von Gedankenwelten. Ein interdisziplinärer Diskurs. Digitale Tagung am 29. Juli 2021 im Rahmen des vom Bundesministerium für Bildung und Forschung geförderten Projekts Medium:Keramik. Produktion, Verwendung und kulturelle Bedeutung rheinischer Keramik mit Bildsprache und Symbolik in der Frühen Neuzeit (=  Bonner Beiträge zur Vor- und Frühgeschichtlichen Archäologie. Band 25). Schönstatt Verlag Vallendar 2022, ISBN 978-3-936490-25-1.
- Lebenswelten – Siegburger Steinzeug. In Realität und Malerei. Michael Imhof Verlag, Petersberg 2022, ISBN 978-3-7319-1248-4.
- Techniktransfer von Köln nach Siegburg. Beobachtungen zum auflagenverzierten Siegburger Steinzeug der Renaissance. ratio-books Imprint Rheinlandia, Lohmar 2023, ISBN 978-3-945953-33-4.